# 井上春硕因硕
井上春碩因碩（1707年—1772年），日本圍棋棋手，生於下總，本名為伊藤春碩。

## 生平
1726年第五世井上因碩的跡目友碩去世，六段的春碩被立為跡目，同年參加御城碁對林門入執黑一目勝。1734年第五世井上因碩退休，春碩繼任，世為第六世井上因碩。
1739年第七世本因坊秀伯希望升上手，安井家同意，但是當時碁界元老第五世林門入反對（前些年秀伯才反對成功林門入升名人碁所的申請），林門入以年長為由改由當時棋力上手的因碩出場下爭碁，春碩當時也知林門入將退休，也積極在為升名人碁所做準備，此戰正是好機會，爭碁設為二十番碁，結果如下：
1. 因碩　黑二目勝
2. 秀伯　黑十目勝
3. 秀伯　黑二目勝
4. 因碩　黑13目勝
5. 秀伯　黑四目勝(此局為秀伯生涯代表作)
6. 和局
7. 因碩　黑二目勝
8. 因碩　白三目勝

結果為秀伯表現不佳而愧對同門而生病去世。
之後在1748年，琉球又來了國手，任弘濟跟他的徒弟與那霸里之子（唐名、名乘不詳），當時碁界並無名人碁所，因碩為當時之首，便想仿效井上家先祖第四世井上因碩的方法，先暫時升到名人碁所與琉球國手下棋頒發免狀再退位，但是遭到各家反對，最後雖然因碩的確還是跟琉球國手下棋（畢竟是當時棋界之首），卻沒當上名人碁所；因碩最後讓任弘濟三子敗（日本從本因坊算砂起，都有不成文規定與外國國手下棋先擺三子），春碩的徒弟第七世林門入對那霸里之子也是敗。事後任弘濟要求五段免狀，但最後因碩自稱「日本國大國手」，硬是只頒發四段免狀（免狀上署名由日本國大國手頒發）。許多年後任弘濟去中國下棋，被中國棋士殺的慘敗，因而評論日本圍棋不及中國引起日本棋界非議，也造成當時的因碩退任。
1764年，與第九世本因坊察元同時晉升準名人。隔年察元開始申請名人碁所，彼時林第七世林門入27歲英年早逝，新繼任的林佑元是本因坊道知記名徒弟的兒子，自然站在察元這邊了，但是安井仙角雖為察元盟友，卻也認為察元過於年輕(32歲)，而與因碩一起反對，陣線倒變成了本因坊林家對井上安井家了。
當時因碩百般阻撓察元申請名人碁所，察元寫了十幾封懇求信給元老、將軍們，終於在兩年後(1766年)，與因碩舉行分先二十番爭碁，勝者為名人碁所，而當時有個陋規，爭碁首戰必須下成和局以示尊重，是以誰也不想首戰拿黑(拿黑有優勢，卻要和局等於少了一勝)，原本依照歷年御城碁的手合，首局該輪因碩執黑，因碩靠著人脈最後重新猜子，無奈還是猜到黑子，爭碁成績如下：
1. 和局
2. 察元　黑八目勝
3. 察元　白二目勝
4. 察元　黑13目勝
5. 察元　白二目勝
6. 察元　黑11目勝

察元以直落五的壓倒性勝利，於是提出降級申請，但是規定上是直落四或淨勝六就降級，現在直落五頗為尷尬，因碩趁機賴皮而不承認第六局，且開始拖延不下，官方那邊又與因碩關係良好，拖了好幾個月，最終爭碁不了了之，察元還是升上了名人了。
因碩一生下了兩次爭碁，還下出了三劫譜，雖然後世評價其棋尚不到名人等級，但還是圍棋史上有名的人物。

## 外部連結
日本圍棋故事